# Adolfo Sánchez Vázquez
Adolfo Sánchez Vázquez (Algeciras, 17 de septiembre de 1915-Ciudad de México, 8 de julio de 2011) fue un filósofo, escritor y profesor hispanomexicano.

## Datos biográficos
Nació en Algeciras (provincia de Cádiz) el 17 de septiembre de 1915. Hijo de María Remedios Vázquez Rodríguez y Benedicto Sánchez Calderón. Su padre fue teniente de un destacamento de la Guardia Civil. Fue el segundo hijo de tres, precedido por su hermana Ángela y sucedido por su hermano Gonzalo. Este último fue miembro del Partido Comunista de España.
En 1925 su familia se muda a Málaga en donde cursa el bachillerato y comienza su vida literaria y política. En 1933 se hace miembro del Bloque de Estudiantes Revolucionarios de la Federación Universitaria Española y se une a Juventud Comunista. Además, en ese mismo año la revista Octubre publica su primer texto poético dirigida por Rafael Alberti, misma que estaba relacionada con el Partido Comunista de España. 
En octubre de 1935 comienza a vivir en Madrid para estudiar en la Facultad de Filosofía y Letras de la entonces llamada Universidad Central. Ahí toma clases impartidas por, entre otros, José Fernández Montesinos y José Ortega y Gasset. Durante su periodo en Madrid comenzó a militar en las Juventudes Socialistas Unificadas (JSU).
Al producirse el levantamiento militar del 18 de julio de 1936, se alista del lado de la República y es destinado al Comisariado de Prensa y Propaganda. Durante este periodo de la Guerra Civil fue director de los periódicos de las JSU Octubre y Ahora. Participó además en el II Congreso Internacional de Escritores Antifascistas celebrado en Valencia en julio de 1937. Combatió junto al ejército republicano en los frentes de Teruel y el Ebro, integrado en la 11.ª División del V Cuerpo de Ejército, de cuya revista Acero fue director. En 1939 se exilió a México junto a otros intelectuales, científicos y artistas, tras la caída de la Segunda República Española. El refugio lo otorgó el gobierno de Lázaro Cárdenas. Sale hacia Francia en febrero de dicho año y viaja a México en el buque Sinaia. Este barco partió de Sète el 25 de mayo de 1939 y llegó a Veracruz el 13 de junio de 1939. 
Entre 1941 y 1943 vivió en la ciudad de Morelia. Obtuvo un doctorado en Filosofía por la Universidad Nacional Autónoma de México, donde impartió clases y llegó a ser profesor emérito. Entre 1961 y 1963 vivió una vez más en Morelia y se desempeñó como profesor en la Universidad Michoacana de San Nicolás de Hidalgo, dirigida por Elí de Gortari.  Fue presidente de la Asociación Filosófica de México y miembro del Consejo Consultivo de Ciencias de la Presidencia de la República.
Adoptó una versión abierta, renovadora, crítica y no dogmática del marxismo. Con respecto a la ética, se opuso al normativismo.
Murió el 8 de julio de 2011 en la Ciudad de México.

## Pensamiento
Se puede decir que el pensamiento de Adolfo Sánchez Vázquez se puede dividir en tres. Primero, tenemos su intento de encontrar una estética marxista a partir de los textos del propio Marx. En segundo lugar, y su idea más destacada, la búsqueda de fundamentar la praxis como categoría central de la filosofía en general y no solamente como categoría del pensamiento materialista. Y, finalmente, su intento de analizar el marxismo de manera más abierta y su repaso por los elementos que han sido llamados utópicos en el pensamiento de Marx y Lenin.
La originalidad del autor gira en torno al rescate de la praxis como categoría principal en la filosofía marxista. Rescate que solamente podría darse depurando toda aquella carga metafísica dogmática que por mucho tiempo llevó especialmente en la interpretación tradicional del materialismo dialéctico. Esta interpretación partía de la relación entre el ser y el pensar como problema fundamental de toda filosofía, para lo cual sólo existen dos posturas a través de la historia, a saber: idealismo y materialismo.
Para Sánchez Vázquez el problema principal de la filosofía no es ontológico sino praxiológico; es decir que no puede haber veredicto sobre un problema ontológico, gnoseológico, antropológico y epistemológico al margen de la praxis, convergiendo en gran medida con el marxismo praxiológico de Antonio Gramsci. La praxis por lo tanto articula todos estos momentos, posicionándose como el fundamento de ellas. En ese sentido ―según el pensador mexicano― el materialismo de Marx no olvida ni niega en absoluto la contribución del idealismo para su nueva concepción materialista del mundo, sino más bien resalta su carácter activo transformador, transformación no obstante que gira solo en la conciencia del sujeto lo que limitaría su acción real y transformadora de la realidad. Esta vinculación con la realidad y su correspondiente transformación solo se dará en una concepción materialista que haga de la actividad de la conciencia una praxis real y ponga esta como mediadora indispensable de todas las dimensiones humanas.

## Fondo documental Adolfo Sánchez Vázquez
En la Biblioteca del Instituto de Investigaciones Filosóficas  de la UNAM, se puede consultar el fondo documental que en su momento fue el archivo personal de Adolfo Sánchez Vázquez. Desde 2019 el fondo documental fue donado al Instituto de Investigaciones Filosóficas, está siendo organizado para su consulta dentro de la Biblioteca.

## Medalla al Mérito "Adolfo Sánchez Vázquez": Formación Filosófica en el Bachillerato (México)
Esta medalla es otorgada por la Asociación Mexicana  de Profesores de Filosofia de Educación Media Superior Ixtli A.C., la Facultad de Filosofía y Letras de la UNAM, la Escuela Nacional Colegio de Ciencias y Humanidades, Universidad Autónoma Metropolitana, Colegio de Bachilleres, Instituto de Educación Media Superior de la Ciudad de México y el Observatorio Filosófico de México. Ha sido otorgada a Ramón Xirau, Raúl Gutiérrez Sáenz, después fue otorgada a Adolfo Sánchez Vázquez, quien diera finalmente su nombre a esta medalla. Posteriormente se galardonó en 2012 al filósofo Gabriel Vargas Lozano  y en 2016 a la filósofa Lucía de Lourdes Agraz Rubin, ambos activistas por la inclusión de la filosofía en la Constitución Mexicana como derecho y miembros activos del Observatorio Filosófico de México 

## Publicaciones
- 1942: El pulso ardiendo.
- 1965: Las ideas estéticas de Marx.
- 1967: La filosofía de la praxis.
- 1969: Rousseau en México (la filosofía de Rousseau y la ideología de la independencia).
- 1969: Ética.
- 1970: Estética y marxismo.
- 1972: Antología. Textos de estética y teoría del arte.
- 1975: Del socialismo científico al socialismo utópico.
- 1982: Filosofía y economía en el joven Marx.
- 1992: Invitación a la estética.
- 1997: Filosofía y circunstancias.
- 1997: Recuerdos y reflexiones del exilio.
- 2003: A tiempo y destiempo.
- 2005: Poesía, libro que recoge su obra en este género.
- 2005: De la estética de la recepción a una estética de la participación (ciclo de conferencias pronunciadas en septiembre de 2004). Facultad de Filosofía y Letras de la UNAM.
- 2007: Ética y política.

Traducciones:
- Hobson, J. A. (1941). Veblen. Ciudad de México: FCE.
- Irving, W. (1944). Vida de Mahoma. Ciudad de México: Editorial Centauro.
- Pavlov, I. P. (1958). El reflejo condicionado. Ciudad de México: UNAM.
- Rosental, M. M. y Straks, G. M. (1960). Categorías del materialismo dialéctico. Ciudad de México: Grijalbo (en coautoría con Wenceslao Roces).
- Alperovich, M. S. (1964). Historia de la Independencia de México, 1810-1824. Ciudad de México: Grijalbo.
- Artjiptsev, E. T. (1966). La materia como categoría filosófica. Ciudad de México: Grijalbo.
- Shishkin, A. F. (1966). Ética marxista. Ciudad de México: Grijalbo (en coautoría con Andrés Fierro Menú).
- Cherkashin, P. P. (1967). Esencia y raíces del idealismo filosófico. Ciudad de México: Fondo de Cultura Popular.
- Kosík, K. (1967). Dialéctica de lo concreto. Ciudad de México: Grijalbo.
- Yadov, V. A. (1967). La ideología como forma de la actividad espiritual de la sociedad. Ciudad de México: Fondo de Cultura Popular.
- Dynnik, M. A. (1968). Historia de la filosofía (7 vols.). Ciudad de México: Grijalbo.
- Rozhin, V. (1969). Introducción a la sociología marxista. Ciudad de México: Ediciones de Cultura Popular.
- Molnar, E. (1971). Materialismo histórico. Fuentes ideológicas. Ciudad de México: Ediciones de Cultura Popular.

## Premios y reconocimientos
- Doctor honoris causa por la Universidad de Puebla (México)
- Doctor honoris causa por la Universidad de Nuevo León (México)
- Doctor honoris causa por la Universidad de Guadalajara (México)
- Doctor honoris causa por la Universidad de Cádiz[8]
- Doctor honoris causa por la Universidad Nacional de Educación a Distancia (Madrid)
- Doctor honoris causa por la Universidad Complutense de Madrid (Buenos Aires)
- Doctor honoris causa por la Universidad de La Habana (Cuba)
- Gran Cruz de Alfonso X El Sabio
- Premio Universidad Nacional (México) en el área de investigación en humanidades
- Premio Nacional de Ciencias y Artes en el área de Historia, Ciencias Sociales y Filosofía por el gobierno federal de México en 2002[9]
- Premio María Zambrano de la Junta de Andalucía
- Gran Cruz de la Orden del Mérito Civil, otorgada por el gobierno de España.
- El edificio del Anexo de la Facultad de Filosofía y Letras de la UNAM lleva su nombre.
- La biblioteca del Plantel Centro Histórico de la UACM (en el edificio de Fray Servando Teresa de Mier 92) lleva su nombre.